# Alchemilla languida
Alchemilla languida é uma espécie de rosácea do gênero Alchemilla, pertencente à família Rosaceae.